# Nati nel 1937/Luglio
| Questa pagina contiene informazioni ricavate automaticamente dalle voci biografiche con l'ausilio del template Bio e di un bot. L'aggiornamento è periodico e automatico e ricostruisce completamente la pagina. Se manca una persona in questa lista, sei pregato di non aggiungerla, ma accertati piuttosto che la sua voce biografica contenga il template Bio e che i dati anagrafici siano correttamente compilati. Se il template Bio manca, inseriscilo tu stesso o, in alternativa, metti l'avviso {{tmp\|Bio}} che ne segnala la mancanza. Se i dati riportati sono sbagliati, correggi direttamente la voce biografica; le modifiche saranno visibili in questa lista entro pochi giorni. Per chiarimenti vedi il progetto biografie. La lista contiene solo le 211 persone che sono citate nell'enciclopedia e per le quali è stato implementato correttamente il template Bio. Pagina aggiornata al 10 ago 2025. |

- 1º luglio - Emilio Gabaglio, politico e sindacalista italiano († 2024)
- 1º luglio - Linda Meyers, ex sciatrice alpina, allenatrice di sci alpino e dirigente sportiva statunitense
- 1º luglio - Galya Novents, attrice cinematografica armena († 2012)
- 1º luglio - Joe Speca, ex calciatore e allenatore di calcio statunitense
- 1º luglio - Theodorico Haroldo de Oliveira, calciatore brasiliano († 1990)
- 2 luglio - Polly Holliday, attrice statunitense
- 2 luglio - Viktor Lukašenko, calciatore e allenatore di calcio sovietico († 2022)
- 2 luglio - Dee Palmer, arrangiatrice e tastierista britannica
- 2 luglio - Richard Petty, ex pilota automobilistico statunitense
- 2 luglio - Giuseppe Recagno, calciatore e allenatore di calcio italiano († 2019)
- 2 luglio - Martin J. Sherwin, storico e scrittore statunitense († 2021)
- 2 luglio - Rodolfo Traversa, attore e doppiatore italiano
- 3 luglio - Kieu Chinh, attrice vietnamita
- 3 luglio - Milovan Danojlić, scrittore e politico serbo († 2022)
- 3 luglio - Christian Manen, compositore e direttore d'orchestra francese († 2020)
- 3 luglio - Eder Rigonat, ex calciatore italiano
- 3 luglio - Hermann Schridde, cavaliere tedesco († 1985)
- 3 luglio - David Shire, compositore e pianista statunitense
- 3 luglio - Tom Stoppard, drammaturgo, sceneggiatore e regista britannico
- 3 luglio - Peter Stampfli, artista svizzero
- 4 luglio - Frans Aerenhouts, ciclista su strada belga († 2022)
- 4 luglio - Armenia Balducci, sceneggiatrice, attrice e regista italiana († 2022)
- 4 luglio - Tadahiko Chino, giocatore di go giapponese
- 4 luglio - Tucho De la Torre, calciatore spagnolo († 2017)
- 4 luglio - Haukur Halldórsson, pittore islandese († 2024)
- 4 luglio - Sonja Haraldsen, regina norvegese
- 4 luglio - Thomas Nagel, filosofo serbo
- 4 luglio - Richard Rhodes, storico, giornalista e scrittore statunitense
- 5 luglio - Paolo Amorini, ex canottiere italiano
- 5 luglio - Brooke Hayward, attrice statunitense
- 5 luglio - Nita Lowey, politica statunitense († 2025)
- 5 luglio - Lucia Lumbelli, pedagogista italiana († 2019)
- 5 luglio - Jo de Roo, ex ciclista su strada e pistard olandese
- 6 luglio - Ernesto Agard, ex cestista panamense
- 6 luglio - Vladimir Davidovič Aškenazi, pianista e direttore d'orchestra russo
- 6 luglio - Ned Beatty, attore statunitense († 2021)
- 6 luglio - Gino Bertucco, calciatore italiano († 2020)
- 6 luglio - Gian Pietro Calasso, regista, sceneggiatore e drammaturgo italiano († 2023)
- 6 luglio - Gene Chandler, cantante statunitense
- 6 luglio - Ernesto Figueiredo, ex calciatore portoghese
- 6 luglio - Bessie Head, scrittrice sudafricana († 1986)
- 6 luglio - Rodolfo Marcenaro, animatore, vignettista e fumettista italiano († 2020)
- 6 luglio - Tino Stefanoni, pittore e scultore italiano († 2017)
- 7 luglio - Giovanni Arrighi, economista e sociologo italiano († 2009)
- 7 luglio - Tung Chee-hwa, politico e imprenditore cinese
- 7 luglio - Nanami Shiono, scrittrice e storica giapponese
- 7 luglio - Konrad Wirnhier, tiratore a volo tedesco († 2002)
- 7 luglio - Jack Zipes, germanista, traduttore e docente statunitense
- 8 luglio - José María Ferrero, ex calciatore argentino
- 8 luglio - Gennadios Zervós, arcivescovo ortodosso greco († 2020)
- 8 luglio - Kate Jobson, ex nuotatrice svedese
- 8 luglio - Lidia Klement, cantante sovietica († 1964)
- 8 luglio - Giampiero Molinari, allenatore di calcio e ex calciatore italiano
- 8 luglio - Gérard Mulumba Kalemba, vescovo cattolico della Repubblica Democratica del Congo († 2020)
- 9 luglio - Peter Beil, cantante, compositore e trombettista tedesco († 2007)
- 9 luglio - Clem Daniels, giocatore di football americano statunitense († 2019)
- 9 luglio - Roberto Gervaso, giornalista e scrittore italiano († 2020)
- 9 luglio - Henry Crichton, VI conte di Erne, nobile irlandese († 2015)
- 9 luglio - David Hockney, pittore, disegnatore e incisore britannico
- 9 luglio - Mauro Olivi, politico italiano
- 9 luglio - Barry Phillips-Moore, tennista australiano († 2023)
- 9 luglio - Massimo Pica Ciamarra, architetto italiano
- 9 luglio - Josef Vacenovský, calciatore cecoslovacco († 2023)
- 10 luglio - Nino Cordio, pittore e scultore italiano († 2000)
- 10 luglio - Luciano Moggi, dirigente sportivo italiano
- 10 luglio - Emilio Patriarca, vescovo cattolico e missionario italiano
- 10 luglio - Mariangela Rosolen, sindacalista e politica italiana
- 10 luglio - Francis Schuckardt, vescovo statunitense († 2006)
- 11 luglio - Gonzalo Díaz Beitia, ex calciatore spagnolo
- 11 luglio - Joyce Murland, atleta paralimpica e tiratrice a segno canadese († 2017)
- 11 luglio - Adin Steinsaltz, rabbino e filosofo israeliano († 2020)
- 12 luglio - Lilian Camberabero, rugbista a 15 francese († 2015)
- 12 luglio - Raymond Ceulemans, giocatore di biliardo belga
- 12 luglio - Bill Cosby, attore, comico e cabarettista statunitense
- 12 luglio - Carla Fendi, imprenditrice, stilista e filantropa italiana († 2017)
- 12 luglio - Lionel Jospin, ex politico francese
- 12 luglio - Fritz Kehl, ex calciatore svizzero
- 12 luglio - Agide Lenzi, ex calciatore italiano
- 12 luglio - Orlando Nannini, ex schermidore argentino
- 12 luglio - Alina Szostak, cestista polacca († 2015)
- 12 luglio - Helga Volz-Mees, schermitrice tedesca († 2014)
- 13 luglio - Atos Davini, attore italiano
- 13 luglio - Vladimir Lukin, politico russo
- 13 luglio - Jack Purvis, attore britannico († 1997)
- 13 luglio - Cal Ramsey, cestista e giornalista statunitense († 2019)
- 13 luglio - Susumu Shingu, scultore e pittore giapponese
- 13 luglio - Anthony C. Thiselton, presbitero e teologo britannico († 2023)
- 13 luglio - Neždet Zalev, lottatore bulgaro († 2011)
- 14 luglio - Gabriela Karska, ex cestista polacca
- 14 luglio - Massimo Lo Jacono, scrittore e giornalista italiano
- 14 luglio - Yoshirō Mori, politico e dirigente sportivo giapponese
- 14 luglio - Glauco Moro, politico italiano († 2017)
- 14 luglio - Shelby Wilson, ex lottatore statunitense
- 15 luglio - Adriano Coduri, ex calciatore svizzero
- 15 luglio - Alessandro Criscuolo, magistrato italiano († 2020)
- 15 luglio - Piero Gallo, presbitero e missionario italiano
- 15 luglio - Demir Gökgöl, attore turco († 2012)
- 15 luglio - Anthony Lamb, botanico britannico († 2024)
- 15 luglio - Enrico Majoli, incisore italiano († 2002)
- 15 luglio - Fernando Mendes, allenatore di calcio e calciatore portoghese († 2016)
- 15 luglio - Eileen Ward Petersen, nuotatrice danese
- 15 luglio - Amparo Valle, attrice e regista teatrale spagnola († 2016)
- 16 luglio - Søren Andersen, calciatore danese († 1960)
- 16 luglio - Andrija Anković, calciatore croato († 1980)
- 16 luglio - Nugzar Asatiani, schermidore sovietico († 1992)
- 16 luglio - Richard Bryan, politico e avvocato statunitense
- 16 luglio - Mario De Grassi, ex calciatore italiano
- 16 luglio - Sergio Dell'Acqua, cestista e calciatore svizzero († 2023)
- 16 luglio - Wlamir Marques, cestista e allenatore di pallacanestro brasiliano († 2025)
- 16 luglio - Giuseppe Pederiali, scrittore, fumettista e giornalista italiano († 2013)
- 16 luglio - Ada Rogovceva, attrice ucraina
- 16 luglio - Maria Voce, avvocata e teologa italiana († 2025)
- 16 luglio - Zarina, artista e scultrice indiana († 2020)
- 17 luglio - John DeRoss, mafioso statunitense
- 17 luglio - Richard Gombrich, indologo britannico
- 17 luglio - Raisa Michajlova, cestista sovietica († 2014)
- 17 luglio - Richard Pearlman, regista teatrale e direttore artistico statunitense († 2006)
- 18 luglio - George Gibbs, effettista britannico († 2020)
- 18 luglio - Basilio Grillo Miceli, arcivescovo ortodosso italiano († 2021)
- 18 luglio - Emilia Hazelip, agricoltrice spagnola († 2003)
- 18 luglio - Roald Hoffmann, chimico, scrittore e divulgatore scientifico statunitense
- 18 luglio - Gladys Marín, politica cilena († 2005)
- 18 luglio - Les Roberts, scrittore e sceneggiatore statunitense
- 18 luglio - Hunter Stockton Thompson, giornalista e scrittore statunitense († 2005)
- 19 luglio - Verne Anderson, sciatore alpino e allenatore di sci alpino canadese († 1983)
- 19 luglio - Grazia Cherchi, scrittrice, giornalista e curatrice editoriale italiana († 1995)
- 19 luglio - Karen Dalton, cantante, chitarrista e suonatrice di banjo statunitense († 1993)
- 19 luglio - Renato Galli, pugile italiano († 2017)
- 19 luglio - Richard Jordan, attore statunitense († 1993)
- 19 luglio - Bibb Latané, psicologo statunitense
- 20 luglio - Mario Arpino, generale italiano
- 20 luglio - Francesco Cesarini, banchiere e economista italiano
- 20 luglio - Ilie Datcu, allenatore di calcio e ex calciatore rumeno
- 20 luglio - Ken Ogata, attore giapponese († 2008)
- 20 luglio - Antonio Zampolli, linguista e lessicografo italiano († 2003)
- 21 luglio - William Robert Alford, matematico statunitense († 2003)
- 21 luglio - Neville Bannister, ex calciatore inglese
- 21 luglio - Viktor Mamatov, biatleta sovietico († 2023)
- 21 luglio - Ėduard Strel'cov, calciatore sovietico († 1990)
- 22 luglio - Sylvio Back, regista, scrittore e poeta brasiliano
- 22 luglio - Dave Gunther, cestista e allenatore di pallacanestro statunitense († 2024)
- 22 luglio - Adrienne Hill, attrice britannica († 1997)
- 22 luglio - Augusto Illuminati, filosofo, attivista e docente italiano
- 22 luglio - Paul Kozlicek, calciatore austriaco († 1999)
- 22 luglio - Jean-Claude Lebaube, ciclista su strada francese († 1977)
- 22 luglio - Hiro Matsuda, wrestler giapponese († 1999)
- 22 luglio - Maurizio Seymandi, conduttore televisivo, autore televisivo e paroliere italiano
- 22 luglio - Enrico Spinosi, calciatore e allenatore di calcio italiano († 2018)
- 22 luglio - Sam Stith, ex cestista statunitense
- 23 luglio - Carlos Insaurralde, cestista paraguaiano († 2020)
- 23 luglio - Emilio Morollón, calciatore spagnolo († 1992)
- 23 luglio - Joseph Novales, ciclista su strada spagnolo († 1985)
- 23 luglio - Orlando Rozzoni, calciatore e allenatore di calcio italiano († 2009)
- 23 luglio - Bruce Surtees, direttore della fotografia statunitense († 2012)
- 23 luglio - Aleksandr Travin, cestista sovietico († 1989)
- 24 luglio - Guglielmo Cerno, saggista, poeta e etnografo italiano († 2017)
- 24 luglio - René Combes, ex maratoneta francese
- 24 luglio - Ljudmila Klipova, ex nuotatrice sovietica
- 24 luglio - Manoj Kumar, attore e regista indiano († 2025)
- 24 luglio - Quinlan Terry, architetto britannico
- 24 luglio - Betty Loh Ti, attrice cinese († 1968)
- 24 luglio - Osvaldo Toriani, calciatore argentino († 1988)
- 24 luglio - George Young, mezzofondista, siepista e maratoneta statunitense († 2022)
- 25 luglio - Todd Armstrong, attore statunitense († 1992)
- 25 luglio - Alfio Cascioli, psicoterapeuta italiano
- 25 luglio - Colin Renfrew, archeologo britannico († 2024)
- 25 luglio - Anita Traversi, cantante svizzera († 1991)
- 26 luglio - Peter Fleischmann, regista tedesco († 2021)
- 26 luglio - Lorenzo Foà, fisico italiano († 2014)
- 26 luglio - Günther Jakobs, giurista e filosofo tedesco
- 26 luglio - Ercole Spada, designer italiano († 2025)
- 26 luglio - Alberto Tognoli, matematico italiano († 2008)
- 27 luglio - Narciso Bernardo, cestista e allenatore di pallacanestro filippino († 2008)
- 27 luglio - Rita Bottero, fondista italiana († 2014)
- 27 luglio - Detto Mariano, compositore, arrangiatore e paroliere italiano († 2020)
- 27 luglio - Don Galloway, attore statunitense († 2009)
- 27 luglio - Luciana Guindani, canoista italiana († 2020)
- 27 luglio - Bill Guthridge, allenatore di pallacanestro statunitense († 2015)
- 27 luglio - Mirko Marjanović, politico serbo († 2006)
- 27 luglio - Léon Pickers, pallanuotista belga († 1968)
- 28 luglio - Mario Silla Baglioni, politico italiano († 2018)
- 28 luglio - Italo Biddittu, archeologo italiano
- 28 luglio - Felipe Cazals, regista e sceneggiatore messicano († 2021)
- 28 luglio - Michèle Lalonde, scrittrice e drammaturga canadese († 2021)
- 28 luglio - Ursula Stock, scultrice, pittrice e disegnatrice tedesca
- 28 luglio - Francis Veber, regista, sceneggiatore e produttore cinematografico francese
- 28 luglio - John Anthony Walker, militare statunitense († 2014)
- 29 luglio - Vladimir Barkaja, calciatore sovietico († 2022)
- 29 luglio - Ryūtarō Hashimoto, politico giapponese († 2006)
- 29 luglio - Margaret Hellyer, ex tennista australiana
- 29 luglio - Jon Istad, biatleta norvegese († 2012)
- 29 luglio - Daniel McFadden, economista statunitense
- 29 luglio - Nicola Savino, politico italiano († 2025)
- 29 luglio - Charles Schwab, imprenditore statunitense
- 30 luglio - Eugenio Alabiso, montatore italiano
- 30 luglio - Orlando Fabbri, politico italiano († 2014)
- 30 luglio - Rudolf Malter, filosofo tedesco († 1994)
- 30 luglio - Nicola Rubertelli, scenografo italiano
- 30 luglio - James Spaulding, sassofonista e flautista statunitense
- 30 luglio - Marco Vacchi, imprenditore italiano
- 31 luglio - Mauro Bianchi, pilota automobilistico italiano
- 31 luglio - Isabelle Daniels, velocista statunitense († 2017)
- 31 luglio - Ruy Alexandre Faria, cantante, chitarrista e avvocato brasiliano († 2018)
- 31 luglio - Frans Körver, calciatore, allenatore di calcio e dirigente sportivo olandese († 2024)
- 31 luglio - Henry Mavrodin, pittore rumeno († 2022)
- 31 luglio - Ėdita P'echa, cantante e attrice sovietica
- 31 luglio - Antonio Ruiz, ex calciatore spagnolo
- 31 luglio - Sab Shimono, attore e doppiatore statunitense
- 31 luglio - Hiroshi Shirai, karateka e maestro di karate giapponese († 2024)
- 31 luglio - Walt Torrence, cestista statunitense († 1969)
- 31 luglio - Manfred Walter, ex calciatore tedesco orientale